# 青木一男
青木一男（1889年11月28日—1982年6月25日），日本的政治家、官僚。歷任貴族院議員（勅選）、参議院議員（4期）、大藏大臣、大東亞大臣等職。被授予勲一等旭日大綬章。此外，他於1942年的汪兆銘政權的經濟顧問。

## 生平
青木一男出生於長野縣更級郡牧郷村（今長野市）的一戶農家，他是青木善蔵的長男。在高等小學校畢業後，跟從母親與祖母從事農業工作，後來投奔父親，以進入長野中學校（今長野縣長野高等學校）就讀。歷經舊制第一高等學校之後，在1916年（大正5年）從東京帝國大學法學部畢業，進入大藏省工作。
進入公務機關大藏省後，歷經預金部運用課長、藏相秘書官兼秘書課長、理財局國庫課長等職。
1933年（昭和8年）春，有關外國為替管理法的法案被日本國會通過，同年5月1日施行，青木一男是首代的外国為替管理部長。
1982年6月25日，過世。

## 勳章
- 1920年（大正9年）9月7日 - 勳六等單光旭日章[2]
- 1944年（昭和19年）6月13日 - 勳一等瑞宝章
- 1971年（昭和46年）4月29日 - 勳一等旭日大綬章

## 著作
- 『聖山隨想』 ，日本經濟新聞社，1959年。
- 『公正取引委員会違憲論その他の法律論集 青木一男米寿記念出版』 第一法規出版、1976年。
- 『わが九十年の生涯を顧みて』 講談社、1981年。

## 家庭
- 女婿 加藤一郎（東大總長）
  - 孫 小宮山洋子（舊姓：加藤、元衆議院議員）
- 弟 青木重臣（愛媛縣知事）[1]

## 補注
1. 1 2  『人事興信録』第14版 上、ア41頁。
2. ↑  『官報』第2431号「授爵・叙任及辞令」1920年9月8日。